# Rio Khatanga
O rio Khatanga (em russo:  Хатанга) é um rio do Krai de Krasnoiarsk, na Rússia, formado pela confluência dos rios Kotui e Kheta. O sistema Kotui-Khatanga tem cerca de 1600 km de comprimento, e a área da bacia é de cerca de 364 000 km². A parte comum ao Kotui e Kheta tem somente 227 km de comprimento. Há dezenas de milhares de lagos na bacia formada pelos três rios.